# Cristina Garmendia
Cristina Garmendia Mendizábal (San Sebastián, 21 febbraio 1962) è una biologa, imprenditrice e politica spagnola che, senza precedenti affiliazioni politiche, è stata nominata Ministro della Scienza e dell'Innovazione del governo spagnolo nell'aprile 2008, posizione che ha ricoperto per tutta la IX legislatura, sotto la presidenza di José Luis Rodríguez Zapatero. Dal 2015 presiede la Fondazione Cotec per l'Innovazione.
Ha conseguito un dottorato di ricerca in Biologia presso l'Università Autonoma di Madrid e prima della sua elezione a ministro è stata presidente della Fondazione Inbiomed e dell'Associazione spagnola delle bioimprese. Nel 2000 ha fondato Genetrix, una società nel settore delle biotecnologie, e nel 2008 la società di venture capital YSIOS, specializzata in salute e biotecnologia. È stata anche membro del Consiglio di amministrazione della Confederazione Spagnola delle Organizzazioni Imprenditoriali (CEOE)..
Dopo il periodo al governo, Cristina Garmendia ha ripreso la sua attività come partner di YSIOS e azionista di Genetrix, facendo anche parte di comitati consultivi privati e pubblici, tra cui il Governo della Colombia. Da maggio 2024 è presidente di Mediaset España.

## Biografia
Garmendia è nata nel 1962 a San Sebastián (Paesi Baschi). All'età di 18 anni ha studiato biologia all'Università di Siviglia, dove si è laureata specializzandosi in genetica. Successivamente, si è trasferita a Madrid, dove vive dagli anni '80. A Madrid ha combinato il suo dottorato di ricerca presso il Centro de Biología Molecular Severo Ochoa e la sua esperienza come professore assistente presso il dipartimento di genetica e biologia molecolare dell'Universidad Autónoma de Madrid. Ha conseguito il dottorato di ricerca presso il Centro di Biologia Molecolare Severo Ochoa (CSIC) sotto la guida della professoressa Margarita Salas. Ha completato la sua formazione con un programma Executive MBA presso lo IESE, Università di Navarra.

### Carriera imprenditoriale (1992-2008)
Dal 1992 Cristina Garmendia ha assunto diverse responsabilità nell'area di sviluppo commerciale del Gruppo Amasúa, dedicata all'industria della pesca. All'interno di questo gruppo, ha ricoperto la vicepresidenza esecutiva e la gestione finanziaria. Nel 2001 ha lasciato l'incarico dopo aver fondato l'anno prima, nel 2000, insieme a Carlos Martínez Alonso e Antonio Bernad, professori del CSIC, la società Genetrix. 
Genetrix è impegnata nello sviluppo di tecnologie e farmaci biomedici. La sua importanza risiede nel fatto di essere stata la prima azienda privata ad emergere dal lavoro di ricerca svolto dal Centro Nazionale per le Biotecnologie. I ricercatori del Dipartimento di Immunologia e Oncologia (DIO) di questo centro hanno unito la loro esperienza di ricerca con l'iniziativa privata come mezzo per sviluppare i risultati della loro ricerca. In questo campo, il lavoro di Cristina Garmendia è stato pionieristico nel gettare le basi di un'industria biotecnologica in Spagna, trasferendo il know-how della ricerca biomedica accademica spagnola al campo delle imprese.
Garmendia ha ricoperto le cariche di Presidente e CEO di Genetrix. Parallelamente, ha promosso altri progetti imprenditoriali come Cellerix, Biotherapix, Sensia, Imbiosis, Biobide, BioAlma e Coretherapix. A seguito di varie fusioni e operazioni societarie, la società Genetrix ha queste società partecipate: Xpol, Biobide, Corotherapix, Axontherapix, Fenix Biotech e Tigenix. Dal 2012, X-Pol è quotata in Germania a seguito dell'accordo con la società tedesca quotata in Borsa SYGNIS.
Allo stesso modo, nel 1997 ha rifondato Inbiomed, una fondazione di ricerca che ospita la prima banca di cellule staminali adulte in Spagna, e l'entità di venture capital YSIOS Capital Partners nel 2008, raccogliendo con successo un fondo di 69 milioni di euro specializzato in biotecnologie e salute.
Nel marzo 2005 è stata eletta presidente dell'Associazione spagnola delle bioimprese (Asebio), un gruppo di aziende del settore delle biotecnologie e, successivamente, nel 2006, è entrata a far parte del consiglio di amministrazione del CEOE, posizioni che ha lasciato quando è stata nominata Ministro della Scienza e dell'Innovazione nel 2008.
Per il suo spirito imprenditoriale nel campo delle biotecnologie e della biomedicina, è stata premiata nel 2006 con il premio "Fermín de la Sierra" dalla School of Industrial Organization. E nel 2008 è stata insignita del Tamburo d'Oro, la più alta onorificenza della sua città natale, che premia chi contribuisce all'opera di promozione dell'immagine di San Sebastian. Questo premio ha riconosciuto principalmente il lavoro di Garmendia nella creazione di un hub di aziende biotecnologiche nel Parco Tecnologico di San Sebastian e il suo lavoro nel campo dell'innovazione.

### Carriera politica (2008-2011)
L'11 aprile 2008 il presidente del governo spagnolo, José Luis Rodríguez Zapatero, scelse Cristina Garmendia come capo di un nuovo ministero, il Ministero della Scienza e dell'Innovazione.

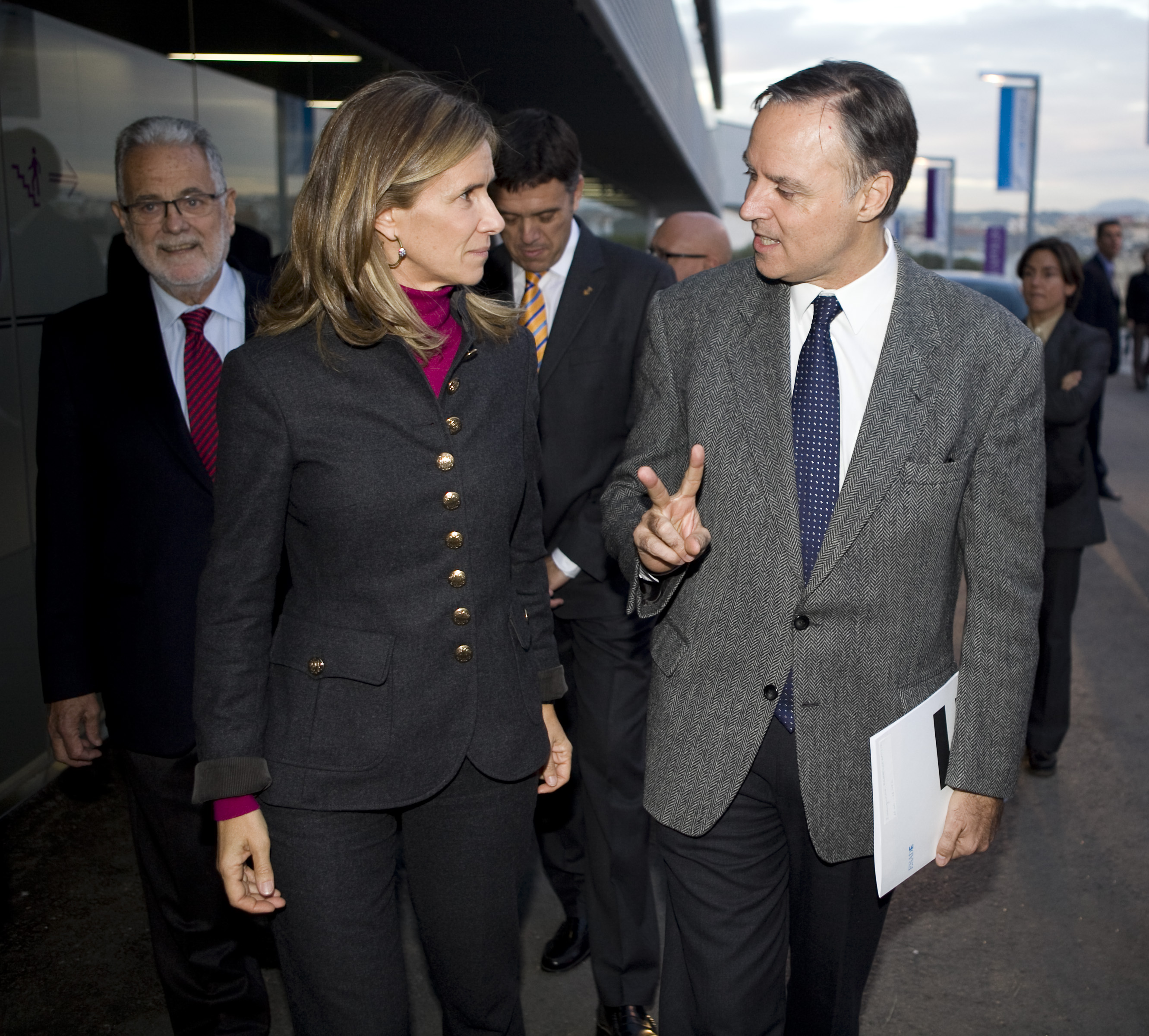
Il Ministro della Scienza e dell'Innovazione, Cristina Garmendia, accompagnata da Carlos Losada, Direttore di ESADE, all'inaugurazione del parco industriale ESADE Creapolis, Sant Cugat del Vallès, 11 novembre 2009

Per la prima volta, il ministero riunì tutte le capacità e le agenzie dello Stato per la promozione della R+S+i, comprese le organizzazioni pubbliche di ricerca, l'Istituto sanitario Carlos III e il Centro per lo sviluppo della tecnologia industriale (CDTI). Nacque con il mandato di convertire la capacità scientifica del paese in potenziale economico, cosa che nel 2010 fece della Spagna la nona potenza scientifica al mondo.
Durante gli anni di Cristina Garmendia come ministro, furono lanciati programmi ambiziosi, come la "Strategia Statale per l'Innovazione" o il programma di eccellenza Severo Ochoa, volto a sovvenzionare in modo straordinario i migliori centri di ricerca spagnoli.  Nel maggio 2011 è stata approvata anche la "Legge sulla Scienza, la Tecnologia e l'Innovazione", che sostituì una precedente del 1986 e che, per la prima volta, elevò l'innovazione al rango di diritto, concentrandosi sui meccanismi di trasferimento delle conoscenze tra il settore pubblico e le imprese.  Nonostante contenesse riforme a lungo richieste dalla comunità scientifica, come la creazione dell'agenzia statale per la ricerca o la sostituzione delle sovvenzioni con contratti, la legge venne accolta con critiche da alcuni scienziati.
In termini di investimenti pubblici in R+S, gli anni 2008-2009 sono stati di crescita, nel solco del grande aumento di bilancio della legislatura 2004-2008, mentre gli anni 2010-2011 sono stati di riduzione e congelamento, con le conseguenti critiche della comunità scientifica. In termini di grandi infrastrutture, durante il mandato di Garmendia, furono inaugurate strutture come il Gran Telescopio de Canarias (isola di La Palma), il Centro Nazionale di Ricerca sull'Evoluzione Umana (Burgos), il Laboratorio di Luce di Sincrotrone, a Sardañola del Vallés.
Nel 2011, diverse aziende dell'allora ministro ebbero prestiti pubblici dal suo ministero attraverso un accordo con la Comunità di Madrid, prestiti rientrati nel 2017.
Questo fu il primo incarico politico di Cristina Garmendia, che non è affiliata al PSOE, e che è tornata al mondo delle imprese alla fine del suo mandato.

### Ritorno al mondo degli affari (2012-)
Dopo le elezioni del 20 novembre 2011, Cristina Garmendia ha cessato la carica di ministro della Scienza e dell'Innovazione ed è ritornata alla sua attività imprenditoriale.
Nel 2012, Garmendia ha ripreso il lavoro nel consiglio di amministrazione di Everis, come partner e direttore di YSIOS e azionista di Genetrix, compatibile con l'attività di consulenza a vari soggetti pubblici e privati. Tra quelli privati: membro del Consiglio professionale di ESADE e del Consiglio consultivo dell'Associazione della Rete di Madrid. Tra quelli pubblici: il governo della Colombia, che fa parte di un consiglio consultivo internazionale del governo del presidente Santos.
Nello stesso tempo, Cristina Garmendia ha ripreso il suo interesse nel promuovere la creazione di nuove imprese basate sulla tecnologia. Così, nel maggio 2012, insieme ad Andreu Buenafuente e a un gruppo di business angels, ha in vestito in Bananity che ha chiuso il suo primo round di investimento con 400.000 euro di capitale.
 Nel 2014 ha iniziato a presiedere sia la Fondazione COTEC sia la Fondazione costituzionale spagnola, composta da 40 ex ministri in difesa dei valori costituzionali. Nello stesso anno è stata anche nominata amministratore indipendente di Logista Holdings.
Nel 2015 è stata nominata direttore di Gas Natural Fenosa, un lavoro che ha svolto fino al 2018. Nel 2019 è stata nominata direttrice di CaixaBank.
Dal 22 maggio 2024 è presidente di Mediaset España.

## Onorificenze
- Gran Croce dell'Ordine Reale e Distinto di Carlo III (30 dicembre 2011)[21]
- Membro Onorario del Collegio Ufficiale dei Biologi dell'Andalusia (17 dicembre 2010)